# Stevenia signata
Stevenia signata är en tvåvingeart som först beskrevs av Josef Mik 1866.  Stevenia signata ingår i släktet Stevenia och familjen gråsuggeflugor. Inga underarter finns listade i Catalogue of Life.